# کلاتن
کلاتن (اندونزیایی: Klaten) شهری در استان جاوه مرکزی کشور اندونزی است. جمعیت این شهر بر اساس سرشماری سال ۱۹۹۰ میلادی، ۱۰۳٫۳۲۷ نفر و بر اساس سرشماری سال ۲۰۰۰ میلادی، ۱۱۹٫۳۳۰ بوده که در سال ۲۰۰۷ میلادی به ۱۲۹٫۶۸۹ نفر افزایش یافته‌است.